# Adalaj
Adalaj (gujarati: અડાલજ) è una suddivisione dell'India, classificata come census town, di 9.774 abitanti, situata nel distretto di Gandhinagar, nello stato federato del Gujarat. In base al numero di abitanti la città rientra nella classe V (da 5.000 a 9.999 persone).

## Geografia fisica
La città è situata a 23° 10' 0 N e 72° 34' 60 E e ha un'altitudine di 67 m s.l.m..

## Società

### Evoluzione demografica
Al censimento del 2001 la popolazione di Adalaj assommava a 9.774 persone, delle quali 5.004 maschi e 4.770 femmine. I bambini di età inferiore o uguale ai sei anni assommavano a 1.490, dei quali 849 maschi e 641 femmine. Infine, coloro che erano in grado di saper almeno leggere e scrivere erano 5.970, dei quali 3.497 maschi e 2.473 femmine.

## Monumenti e luoghi d'interesse

### Adalaj vav

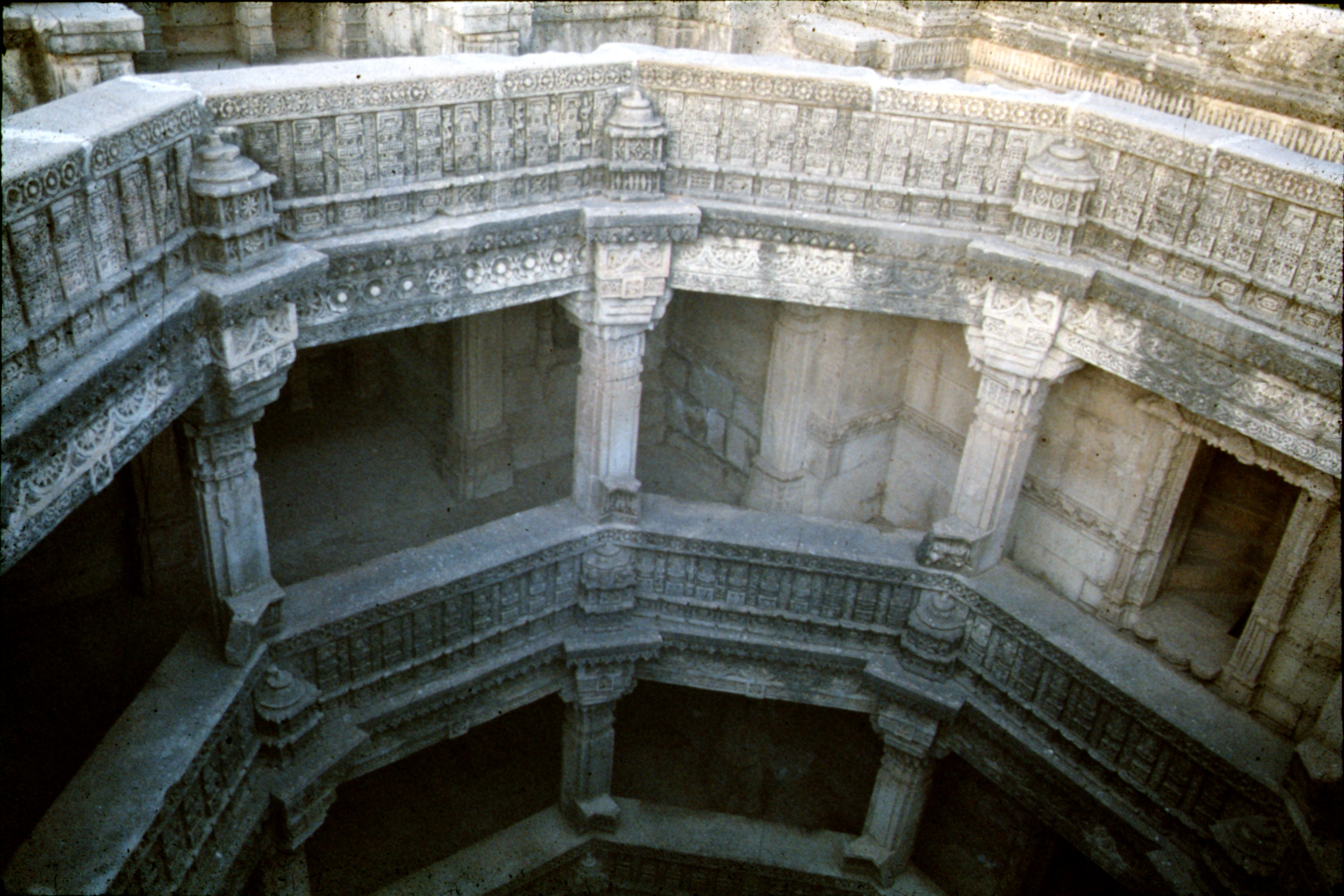
Adalaj vav

L'Adalaj vav è il più raffinato pozzo a gradini di tutto il Gujarat. Fu costruito da Rudabai, la moglie di un capoclan locale per sopperire alla endemica scarsità di acqua della regione ed avere, al tempo stesso, un ambiente fresco e gradevole.
Il pozzo sotterraneo è riccamente ornato per onorare le divinità e per ringraziarle del dono dell'acqua. Inoltre, una serie di piattaforme e gallerie si apre sui lati del pozzo per tutta la sua profondità.

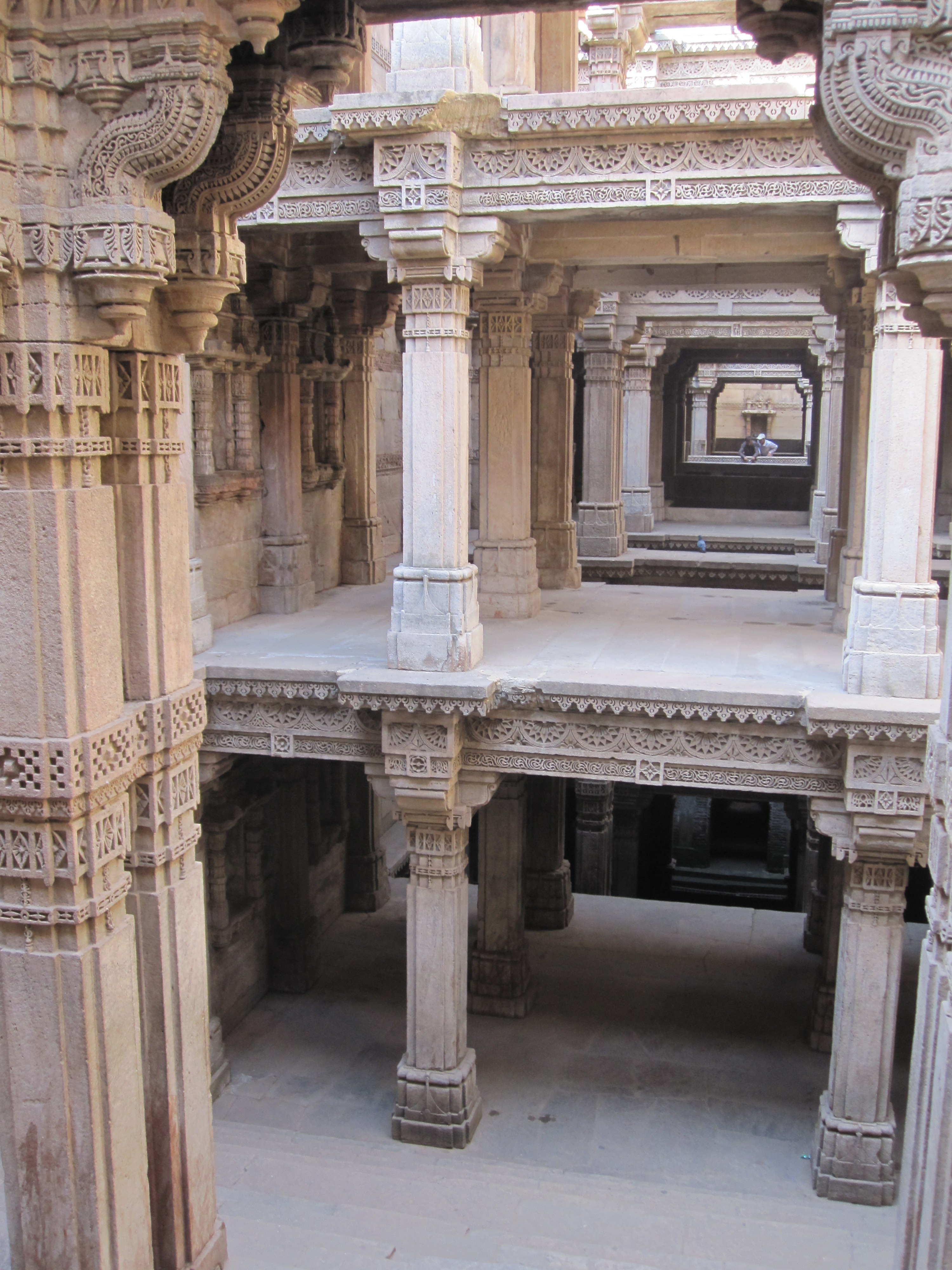
I vari padiglioni, sostenuti da file di colonne, sono pervasi da luce diffusa
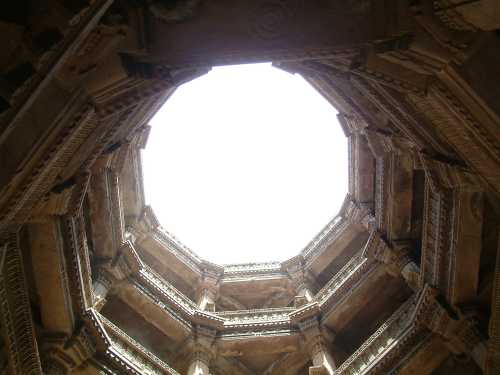
Pozzo - Veduta verso il cielo
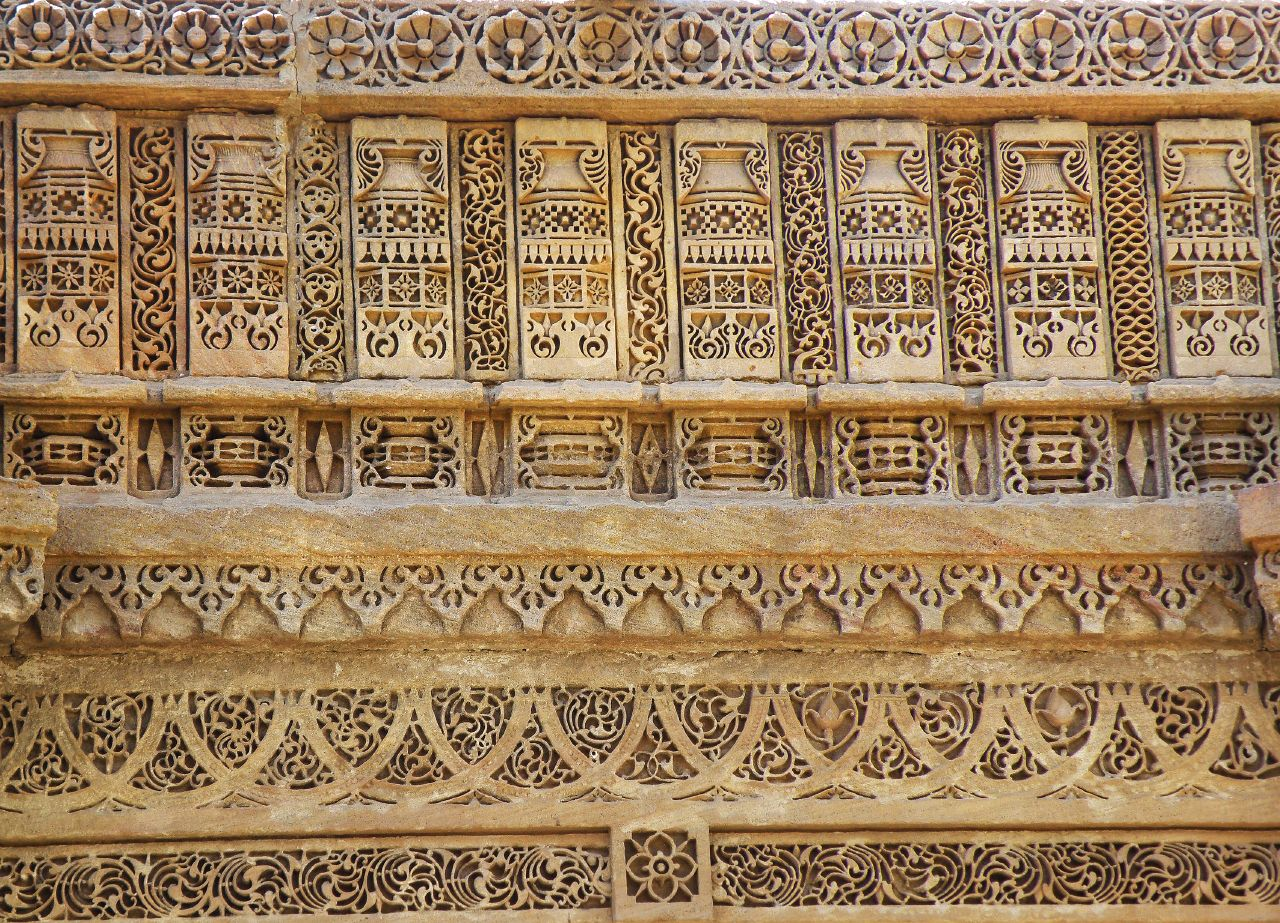
Le intricate incisioni
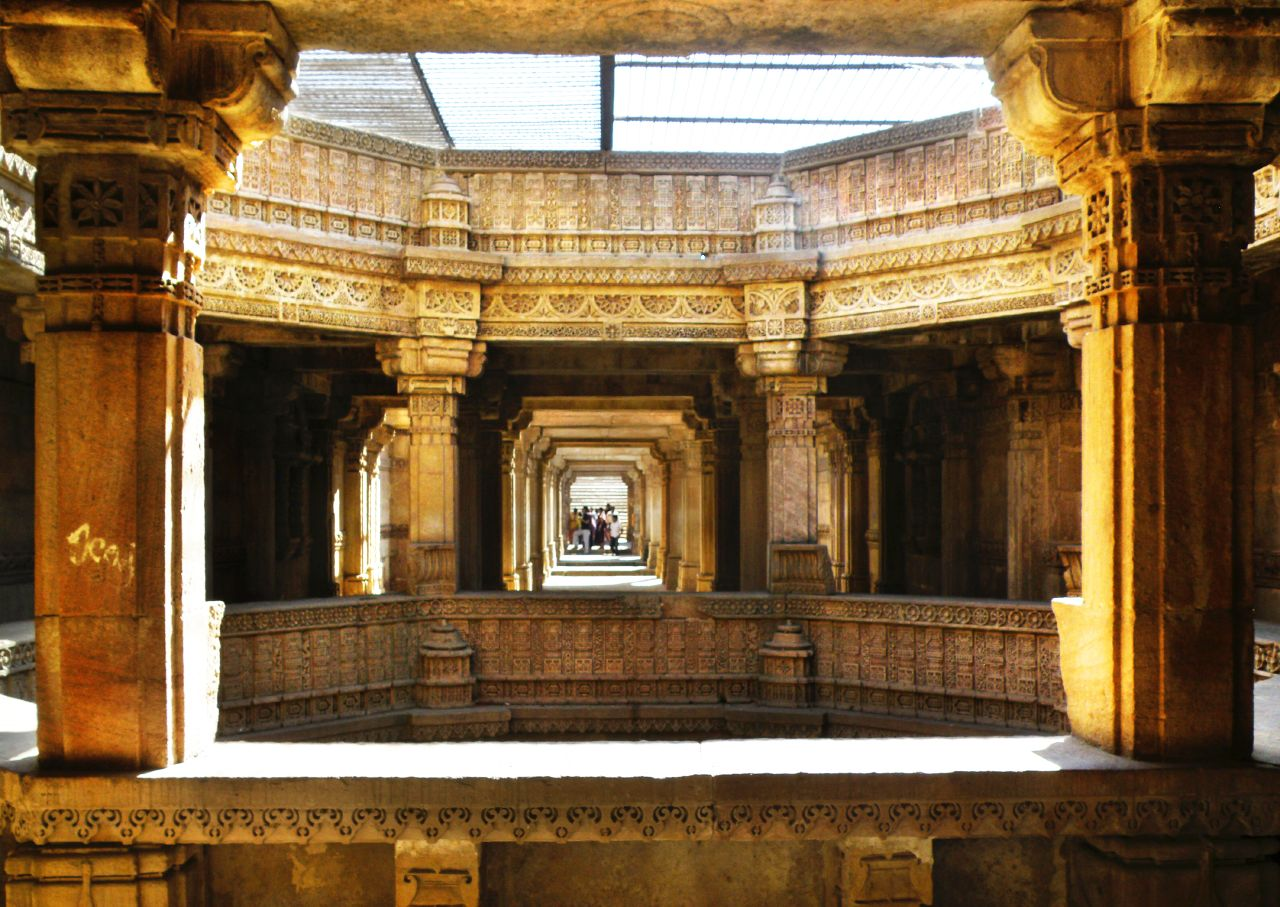
Il primo pozzo
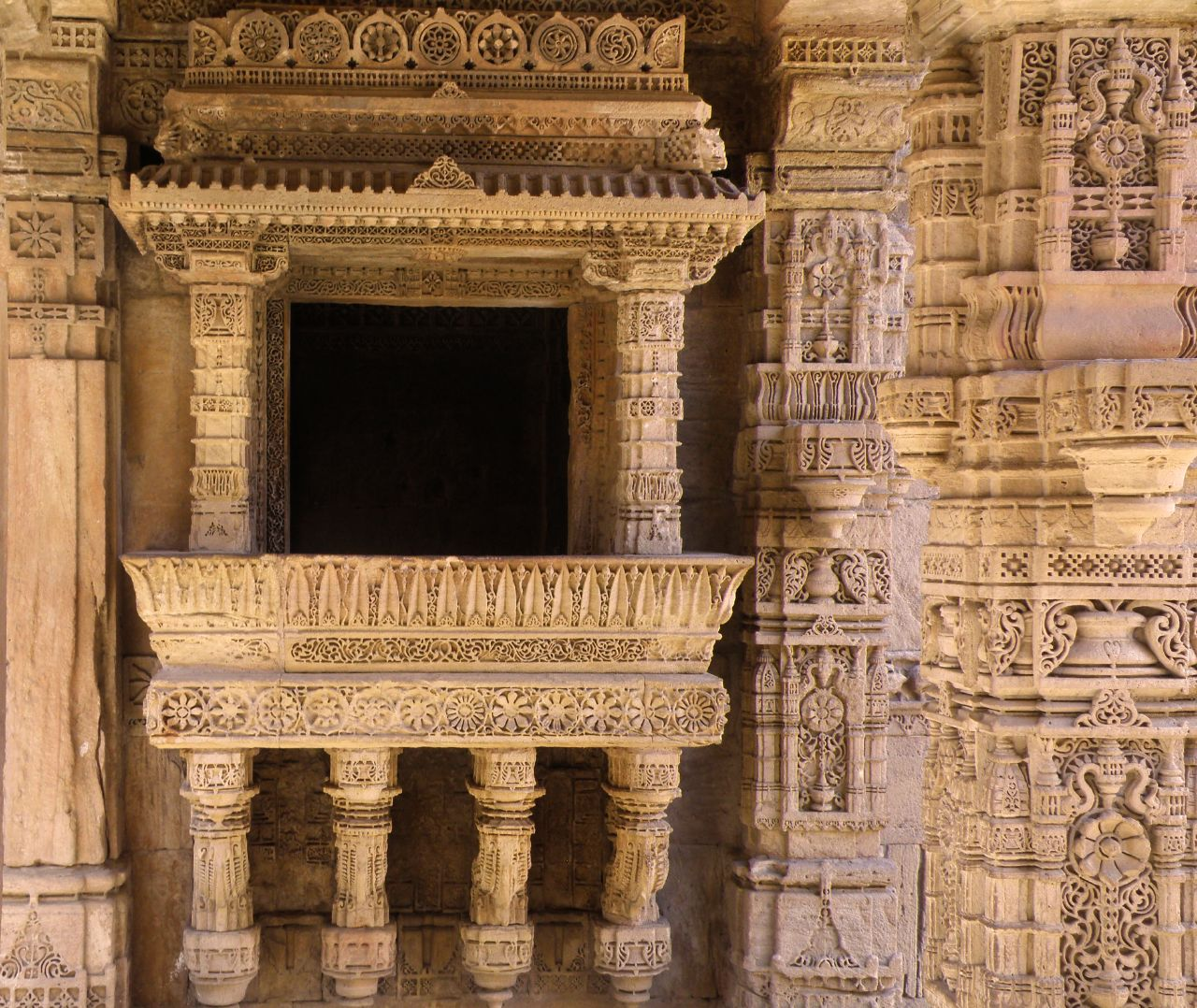
Una delle piattaforme